# Canton d'Audun-le-Roman
Le canton d'Audun-le-Roman est une ancienne division administrative française qui était située dans le département de Meurthe-et-Moselle et la région Lorraine.

## Géographie
Ce canton est organisé autour d'Audun-le-Roman dans l'arrondissement de Briey. Son altitude varie de 228 mètres à Bettainvillers jusqu'à 436 mètres sur la commune de Crusnes pour une altitude cantonale moyenne de 312 mètres.

## Représentation

### Conseillers généraux de 1833 à 2015
| Période         | Période          | Identité                      | Étiquette                           | Qualité |
| --------------- | ---------------- | ----------------------------- | ----------------------------------- | --- |
| 1833            | 1848             | Charles Marie Gustave Mathieu |                                     | Propriétaire, maire de Preutin |
| 1848            | 1869 (décès)     | Baron Charles de Ladoucette   | Conservateur                        | Maître des requêtes au Conseil d'État Sénateur (1852-1869) Propriétaire à Clémery |
| 1869            | 1880             | Étienne de Ladoucette         | Appel au peuple (bonapartiste)      | Auditeur au Conseil d'État Député de Meurthe-et-Moselle (1876-1881) Député des Ardennes (1881-1893), Clémery                                                                                            |
| 1880            | 1898             | Henri Mathieu                 | Républicain modéré                  | Juge au Tribunal civil de Nancy |
| 1898            | 1932 (démission) | Albert Lebrun                 | Républicain modéré, ARD/PRD/PRDS/AD | Polytechnicien Député (1900-1920) Président du conseil général (1906-1932) Ministre (1911-1914 et 1917-1919) Sénateur (1920-1932) Président du Sénat (1931-1932) Président de la République (1932-1940) |
| 1932            | 1940             | Léon François                 | RG                                  | Ingénieur agricole, Mercy-le-Haut Vice-président de la Chambre d'agriculture, Briey Nommé conseiller départemental en 1943                                                                              |
|                 |                  |                               |                                     | |
| 1945            | 1949             | Victor Simon                  | SFIO puis DVG                       | Aide-comptable Maire de Joudreville |
| 1949            | 1952 (décès)     | Pierre Léon Meyniel           | RPF                                 | Médecin à Crusnes |
| 15 février 1953 | 1961             | Auguste Bolzinger             | RI                                  | Cultivateur Premier adjoint au maire de Landres (1947-1953) |
| 1961            | 1973             | Lucien Caro                   | PCF                                 | Mineur de fer, ancien résistant, maire de Piennes (1959-1977) |
| 1973            | 1985             | Marc Zamichiei                | PCF                                 | Licencié en droit, permanent politique |
| 1985            | 1998             | Hubert Devèze                 | PCF                                 | Maire d'Audun-le-Roman (1977-1997) |
| 1998            | 2015             | Michel Mariuzzo               | PCF                                 | Maire de Piennes (2001-2020) |

### Conseillers d'arrondissement (de 1833 à 1940)
Le canton d'Audun-le-Roman avait deux conseillers d'arrondissement.
| Période                                  | Période | Identité                                           | Étiquette               | Qualité |
| ---------------------------------------- | ------- | -------------------------------------------------- | ----------------------- | --- |
| 1833                                     |         | M. Claude                                          |                         | Propriétaire à Aumetz                                                                                       |
| 1833                                     |         | M. Legendre                                        |                         | Marchand de vin en gros à Ludelange                                                                         |
|                                          |         |                                                    |                         | |
| 1848                                     |         | Ambroise Guissard (1796-1861)                      | Républicain             | Ancien officier de cavalerie, rentier, maire d'Aumetz                                                       |
| 1848                                     |         | Ignace François Xavier de Maigret fils (1807-1873) | Républicain             | Propriétaire rentier à Malavillers                                                                          |
|                                          |         |                                                    |                         | |
| av.1887                                  |         | Jules-Émile Legendre                               |                         | Cultivateur à Xivry-Circourt                                                                                |
|                                          |         |                                                    |                         | |
| 1895                                     | 1901    | Onésime Legendre                                   |                         | Propriétaire à Xivry-Circourt                                                                               |
| 1901                                     | 1907    | Théodule Villemin                                  | Républicain libéral     | Vétérinaire à Audun-le-Roman                                                                                |
| 1907                                     | 1913    | Onésime Legendre                                   |                         | Propriétaire à Xivry-Circourt                                                                               |
| 1913                                     | 1937    | Adolphe Barthélemy                                 |                         | Maire d'Anderny                                                                                             |
| 1925                                     | 1931    | M. Mathieu                                         |                         | |
| 1931                                     | 1937    | M. Mouraux                                         | URD                     | |
| 1937                                     | 1940    | Pierre Lamoine (1898-1949)                         | SFIO                    | Entrepreneur de travaux publics, conseiller municipal de Tucquegnieux                                       |
| 1937                                     | 1940    | M. Capitaine                                       | Rassemblement populaire | |
| 1940                                     |         |                                                    |                         | Les conseils d'arrondissement ont été suspendus par la loi du 12 octobre 1940 et n'ont jamais été réactivés |
| Les données manquantes sont à compléter. |         |                                                    |                         | |

## Composition
Le canton d'Audun-le-Roman groupe 25 communes et compte 19 150 habitants (recensement de 1999 sans doubles comptes).
| Communes        | Population (2012) | Code postal | Code Insee |
| --------------- | ----------------- | ----------- | ---------- |
| Anderny         | 222               | 54560       | 54015      |
| Audun-le-Roman  | 2 059             | 54560       | 54029      |
| Avillers        | 79                | 54490       | 54033      |
| Bettainvillers  | 155               | 54640       | 54066      |
| Beuvillers      | 307               | 54560       | 54069      |
| Mont-Bonvillers | 955               | 54111       | 54084      |
| Crusnes         | 1 602             | 54680       | 54149      |
| Domprix         | 59                | 54490       | 54169      |
| Errouville      | 725               | 54680       | 54181      |
| Joppécourt      | 139               | 54620       | 54282      |
| Joudreville     | 1 069             | 54490       | 54284      |
| Landres         | 930               | 54970       | 54295      |
| Mairy-Mainville | 479               | 54150       | 54334      |
| Malavillers     | 134               | 54560       | 54337      |
| Mercy-le-Bas    | 1 316             | 54960       | 54362      |
| Mercy-le-Haut   | 275               | 54560       | 54363      |
| Murville        | 204               | 54490       | 54394      |
| Piennes         | 2 416             | 54490       | 54425      |
| Preutin-Higny   | 133               | 54490       | 54436      |
| Saint-Supplet   | 165               | 54620       | 54489      |
| Sancy           | 327               | 54560       | 54491      |
| Serrouville     | 525               | 54560       | 54504      |
| Trieux          | 1 853             | 54750       | 54533      |
| Tucquegnieux    | 2 726             | 54640       | 54536      |
| Xivry-Circourt  | 296               | 54490       | 54598      |

## Démographie
| 1962   | 1968   | 1975   | 1982   | 1990   | 1999   | 2006   | 2011   | 2012   |
| ------ | ------ | ------ | ------ | ------ | ------ | ------ | ------ | ------ |
| 30 796 | 26 589 | 23 296 | 20 951 | 19 522 | 19 150 | 19 966 | 20 606 | 20 769 |